# متوهگزیتال
متوهگزیتال (انگلیسی: Methohexital) دارویی از مشتقات باربیتورات کوتاه اثر با شروع اثر سریع است.  این دارو از نظر اثرات مشابه با تیوپنتال سدیم است.
متوهگزیتال به یک مکان مجزا متصل می‌شود که با یونوفورهای کلر در گیرنده‌های GABAA مرتبط است که باعث افزایش مدت زمان باز بودن یونوپورهای کلر می‌شود و در نتیجه باعث ایجاد یک اثر بازدارندگی می‌شود.
متابولیسم متوهگزیتال عمدتاً از طریق دمتیلاسیون و اکسیداسیون کبدی است. اکسیداسیون زنجیره جانبی وسیله اصلی متابولیسم است که در خاتمه فعالیت بیولوژیکی دارو نقش دارد.